# Matthias Hickel

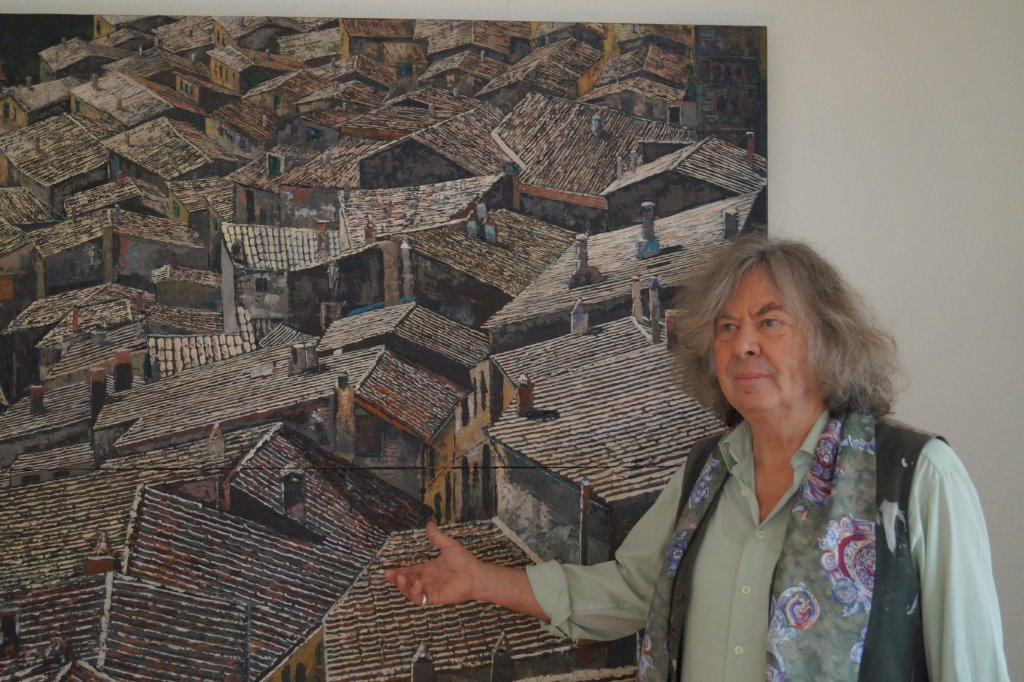
Matthias Hickel vor dem Gemälde Dachlandschaften, 2016

Matthias Hickel-Lopez (* 25. November 1947 in Marburg/Lahn) ist ein deutscher Maler und Grafiker. 

## Leben und Werk
Nach dem Realschulabschluss absolvierte Matthias Hickel-Lopez eine Schriftsetzerlehre. Neben dieser Lehre besuchte der Künstler Abendkurse bei dem Künstler Theo Meier-Lippe. 1969 schrieb er sich an der Fachhochschule für Kunst und Design in Köln, der späteren Köln International School of Design ein, wo er bei Hans Rolf Maria Koller studierte. Das Studium der Druckgrafik, des Aktzeichnens und der Malerei schloss er 1974 mit einem Diplom ab. Die Semesterferien verbrachte Hickel-Lopez mehrfach an der Sommerakademie in Salzburg, wo ihn der Maler und Grafiker Georg Eisler unterrichtete.
1975 begab sich Hickel-Lopez auf eine halbjährige Südamerikareise. Vor allem die frühen Kulturen der Inka, Azteken und Maya hinterließen bei ihm nachhaltige Eindrücke, die er in großformatigen Zeichnungen, Malereien und Radierungen verarbeitete. Diese Werke wurden in der A.A.Antiken Galerie in München gezeigt. München wurde zur neuen Wohn- und Wirkungsstätte des Künstlers. Dort fand Hickel-Lopez auch neue prägende Inspirationen, so etwa Matthias Grünewalds Gemälde „Die Verspottung Christi“, das er in der Alten Pinakothek sechs Wochen lang studierte. Der Künstler begann daraufhin, Werke Alter Meister zu kopieren.

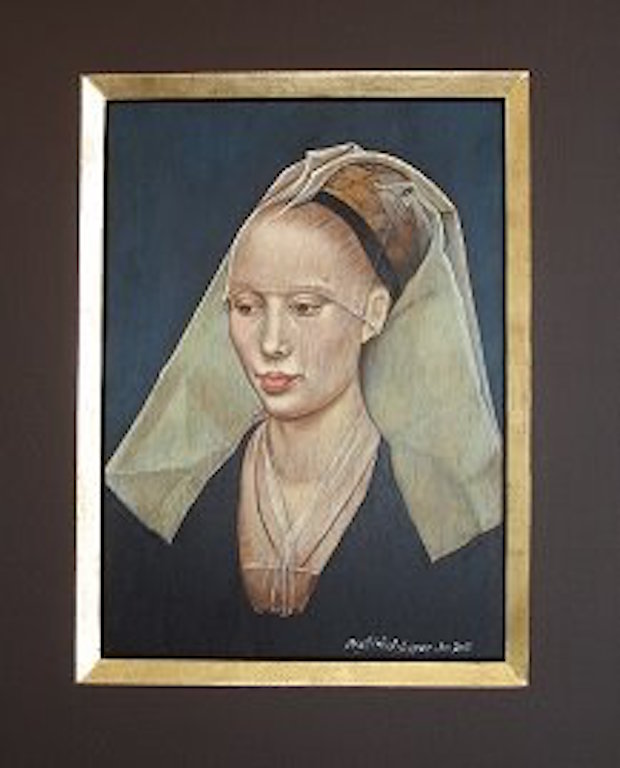
Kopie zu Rogier van der Weyden, Porträt einer Lady (um 1455), von Matthias Hickel-Lopez

Im Auftrag des Heimatvereins Tauberbischofsheim fertigte er 1985 Kopien von Grünewalds Altartafeln „Kreuzigung“ und „Kreuztragung“ in der Kunsthalle Karlsruhe an – Grünewald hatte die Tafeln ursprünglich für die Stadtpfarrkirche Tauberbischofsheim gemalt. Auch einen Jesuskopf des Malers Vincenzo Foppa kopierte er vor Ort, in der Pinacoteca di Brera, Mailand, detailgetreu. Im Augustinermuseum Freiburg wiederum entstand für die Pfarrkirche Mariä Krönung in Stuppach eine Kopie des rechten Seitenflügels von Grünewalds Maria-Schnee-Triptychon.
Ab 1989 arbeitete Hickel-Lopez für die Werkstätte Peter Pracher in Würzburg, die unter anderem die Tapeten des Schwetzinger Schlosses restaurierte. Eine besonders intensive Zusammenarbeit und Freundschaft ergibt sich mit dem Bad Krozinger Ingenieur Claus Hofman, für den Hickel-Lopez alte Gebäude im Sinne des Denkmalschutzes restaurierte. Von den restaurierten Gebäuden, wie etwa dem Eschbacher Castell, einem Herrenhaus aus dem 14. Jahrhundert, dokumentierte er die Veränderungen in großformatigen Aquarellen. Auch als Porträtmaler war er tätig, so malte er u. a. ein Bild des ehemaligen Bundespräsidenten Walter Scheel.
2015 erhielt Matthias Hickel-Lopez einen Auftrag der Bosporus-Universität in Istanbul, das ca. 250 Gemälde und 6000 Zeichnungen umfassende Œuvre des Romanistikprofessors Traugott Fuchs zu konservieren und zu archivieren. Zudem übernahm er Restaurierungsaufträge für Privatpersonen und Auktionshäuser, unter anderem das Gemälde „Der strickende Vorposten“ von Carl Spitzweg.
Parallel zu den Auftragsarbeiten ist er immer auch als freier Künstler tätig, Einzel- und Gruppenausstellungen zeigten seine Werke u. a. im Haus der Kunst in München oder der Galleria d’Arte Contemporanea, Mailand. Das Hauptthema des Malers und Zeichners ist die weibliche Erotik. Hickel-Lopez setzt sich vor allem mit sinnlichen Phänomenen intensiv auseinander. Er versteht sein Werk als eine „Hommage an die Schönheit“. Weitere Motive findet Hickel-Lopez in der Dynamik und dem Rhythmus von Tänzen, allen voran Flamenco und Tango. Mit seiner Frau Katja Cyliax lebt er in Wilhelmsfeld, nahe Heidelberg.

## Ausstellungen

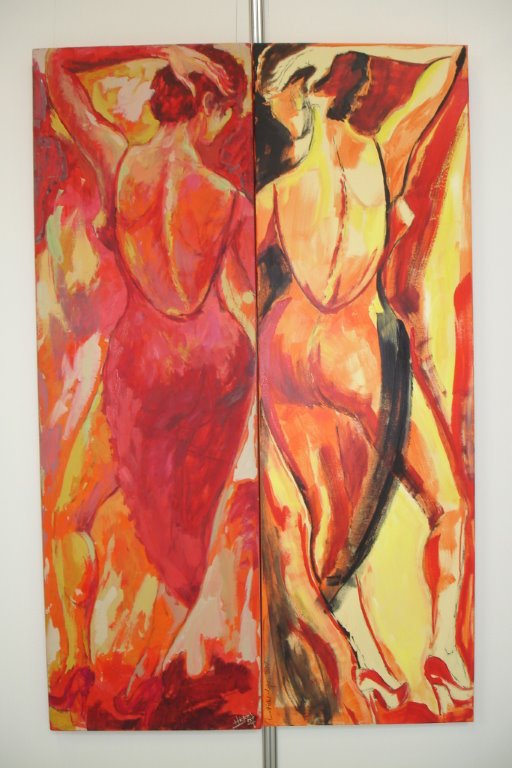
Matthias Hickel Lopez, „Feuer, 2 Segmente“, Öl auf Holz, 1999 und „Die Gegenüberstellung“, Acryl auf Leinwand, 2014

### Einzelausstellungen (Auswahl)
- 1967 Galerie A.A. Antiken, München; Galerie Haus Seel, Siegen
- 1985 Kurmainzisches Schloss, Tauberbischofsheim
- 2001 Galerie Deutsch-Chilenischer Bund, Santiago de Chile
- 2002 Citi Bank, Freiburg, Freiburg – Motive
- 2005 Martinsheim Staufen, Retrospektive 20 Jahre
- 2006 Galerie Hofmann, Bad Krozingen, Gesamtwerk Retrospektive
- 2011 Badischer Winzerkeller, Breisach
- 2011 Ausstellung im Neuen Atelier Wilhelmsfeld/Heidelberg
- 2012 Amtsgericht Heidelberg
- 2013 Artgalerie am Schloss, Bad Bergzabern

### Gruppenausstellungen (Auswahl)
- 1977 Kunstsalon, Haus der Kunst, München
- 1994 7. Internationale Kunstausstellung, Freiburg
- 1998 Salon d`art Bonneville, France
- 2000 Galleria A. Battaglia Arte Contemporanea, Mailand
- 2002 Kunstforum International, CH Meisterschwanden; Galerie Kass, ART Innsbruck und ART Wien
- 2009 Deutsch-Französische Ausstellung, Freiburg
- 2009 La Salon de la Peinture Montmartre, Paris
- 2010 Regio Galerie, Freiburg
- 2011 Kunsthalle MH Lopez, Eschbach, Neue Arbeiten
- 2011 Kunsthalle Messmer, Riegel
- 2011 Kunstkontor, Galerie Werner Baumstark, Wiesbaden
- 2014 Mixed Art, Basel
- 2016 Galerie im Welkerhaus, Heidelberg
- 2017 Galerie Kunstkontor, Wiesbaden
- 2017 Museo Tattile, Lago Maggiore